# Олег Арин
Олег Арин, он же Алекс Бэттлер (англ. Alex Battler, урожд. Рафик Шаги-Акзамович Алиев; род. 10 декабря 1946 г., Астрахань) — советско-канадский учёный. Сфера научных интересов: история, международные отношения, политология, экономика, социология, философия, культурология, естественные науки.

## Биография
Рафик Шаги-Акзамович Алиев родился в г. Астрахани в русско-татарской семье. Мать работала продавцом, отец — кочегаром. Окончил вечернюю школу с золотой медалью, один год проработал на одном из оборонных заводов как грузчик, одновременно принимал активное участие в деятельности военно-спортивного отряда «Факел» в качестве командира оперативного батальона. В 1966 году поступил на Восточный факультет Ленинградского университета им. А. Жданова. После окончания университета в 1971 году поступил в аспирантуру Института Дальнего Востока в Москве. В 1974 году защитил диссертацию «Япония и советско-китайские отношения. (1949—1974 гг.)» на соискание ученой степени кандидата исторических наук, а в 1986 году (в ИМЭМО АН СССР) получил учёную степень доктора исторических наук, защитив диссертацию «Формирование и осуществление внешней политики Японии в 70-е — первой половине 80-х годов» по специальности «История международных отношений и внешней политики».
В 1992 г. иммигрировал в Канаду, где получил канадское гражданство, официально изменил имя на Alex Battler. С 1997 г. проработал в ряде высших учебных заведений Москвы как приглашенный профессор. С 2001 г. жил в Оксфорде (Великобритании) и Париже (Франция). В настоящее время проживает в США (Нью-Йорк).
В разные годы работал на различных должностях в научно-исследовательских институтах: ИДВ АН СССР, ИМЭМО АН СССР, МГИМО МИД РФ, Институт философии РАН, был директором Института экономических и международных проблем освоения океана (Владивосток).
Часть деятельности была связана с преподаванием в университетах и институтах России (МГУ, Институт философии, Международный независимый эколого-политологический университет (МНЭПУ), Японии (Нагойский университет), Канады (Университет Британской Колумбии).
С 1970 г. женат, имеет двоих детей. Жена — Валентина Бэттлер, поэтесса, музыкант и художник, известная под творческим псевдонимом Ван Люши. Сын — Герман, дочь — Ульяна.

## Философские изыскания
Арин является автором ряда законов и закономерностей в области философии, социологии и теории международных отношений на основе переосмысления ключевых терминов, превращенных им в понятия и категории.
- Категория сила выведена в работе «Диалектика силы»[5] и обозначена автором термином онто́бия (онтологическая сила) как один из атрибутов бытия наряду с категориями материя, движение, время и пространство. Атрибутный статус онто́бии позволил Арину выдвинуть свою версию концепции Большого взрыва и процесса расширения Вселенной благодаря космо́бии (космической силы), проявляющейся через вакуумную частицу, названную им как дейон, предположительно, существующую в пространстве темной материи или энергии. В органическом мире онто́бия превращается в орга́бию (органическую силу), разделяющую жизнь/нежизнь. С позиции теории Арина жизнь начинается только с человека. Теория онто́бии позволяет решить и проблемы сознания/мысли, их качественные различия и проявления.
- В монографии «Общество: прогресс и сила (критерии и основные начала)» Ариным были сформулированы два закона (начала) общественного развития Закон общественной силы и Закон общественных знаний.
- В работе «О любви, семье и государстве» автор определил законы любви и семьи, увязанные с действием закона возрастания энтропии.
- В монографии «Двадцать первый век: мир без России» в рамках теории международных отношений Олег Арин сформулировал два закона: геоэкономике — Закон полюса; в геостратегии — Закон центра силы. Им также введеноновое понятие- Внешнеполитический потенциал государства и способы его подсчета, а также оптимальные пропорции затрат на внешнюю политику в соответствии с внешнеполитическими целями государства.
- В монографии «Азиатско-тихоокеанский регион: мифы, иллюзии и реальность» О. Арин утверждает научную несостоятельность термина «Азиатско-тихоокеанский регион», на основе которого были построены теории и концепции «Тихоокеанского сообщества».

## Политические взгляды
Арин относит себя к последователям марксистского учения, является противником нынешней стадии капитализма вообще, в России в частности. В своих публицистических работах критикует сторонников правых взглядов за прокапитализм, левых — за необъективную оценку действительности, а придерживающихся националистических взглядов — за религиозность.

## Избранная библиография
В различных странах опубликовано более 500 научных и публицистических работ, включая 42 книги и монографии, по международной тематике, философии, социологии, политологии, культурологии и религии.

## Научные труды
- Работы в Библиотеке Конгресса США
- Работы в Библиотеке Конгресса США (под именем — Алиев Рафик Шаги-Акзамович)
- Работы в библиотеке Университета Кэмбриджа
- Работы (недоступная ссылка) в Британской библиотеке политических и экономических наук
- Бэттлер, Алекс. Марксология: Цивилизация против Формации. Изд-во Scholarica, 2024. – 136 с.
- Бэттлер, Алекс. За гранью искусства. Критический анализ. Scholarica, 2024. — c. 244.
- Бэттлер, Алекс. Магия жизни и творчества Валентины Бэттлер. Живопись семейного счастья. Scholarica, 2023. — 236 стр.
- Battler, Alex. Contemporary international relations. Great power politics. Theory and practice. Lectures. SCHOLARICA, 2023—498 p. ( ISBN 9798857860786)
- Бэттлер, Алекс. Современные международные отношения. Политика великих держав: теория и практика. Курс лекций. SCHOLARICA, 2022. — 496 с.
- Арин, Олег. Россия: шествие на казнь (путиниана, еслибизм, русоблефия). SCHOLARICA, 2022. — 228 с.
- Арин, Олег. Россия vs Запад: реванш (Лекции, статьи, прогнозы). SCHOLARICA, 2022. — 282 с.
- Арин. Атеизм: религии бой. SCHOLARICA, 2022. — 254 с.
- Арин. Наука о Боге. Том VI. Религия: действие и противодействие. Издательство Scholarica, 2022. — 390 c. Архивная копия от 9 января 2022 на Wayback Machine
- Арин. Наука о Боге. Том V. Религия: наука и общество. Издательство Scholarica, 2021. — 524 c. Архивная копия от 6 ноября 2021 на Wayback Machine
- Battler, Alex. On Love, Family, and the State: Philosophical-sociological Essay. /Second edition. SCHOLARICA, 2021. — 190 p. Также: (ISBN 978-1-73559-895-6)
- Арин. Наука о Боге. Том IV. Христианство и политика. Издательство Scholarica, 2021. — 566 с.
- Арин, Олег. Царская Россия: крах капитализма (конец XIX — начало XX века). Издательство SCHOLARICA, 2020.
- Арин. Наука о Боге. Том III. Философия христианства. М.: Издательство ИТРК Архивная копия от 23 сентября 2020 на Wayback Machine, 2019. — 516 с.
- Арин. Наука о Боге. Том II. Идеология христианства. М.: Издательство ИТРК Архивная копия от 28 сентября 2020 на Wayback Machine, 2019. — 380 с.
- Арин. Наука о Боге. Том I. Феноменология Библии. М.: Издательство ИТРК Архивная копия от 23 сентября 2020 на Wayback Machine, 2019. — 468 с.
- Бэттлер, Алекс. Евразия: иллюзии и реальность — М.: Издательство Scholarica, 2019. — 136 с.
- Арин, Олег. Я и моя жена — агенты ЦРУ… М.: Издательство ИТРК, 2018. Архивная копия от 25 сентября 2020 на Wayback Machine — 416 с. (ISBN 978-5-88010-470-3)
- Бэттлер, Алекс. Мирология. Прогресс и сила в мировых отношениях. Т.II. Борьба всех против всех. Архивная копия от 27 февраля 2021 на Wayback Machine Издательство Scholarica, 2019. — 818 с.
- Бэттлер, Алекс. Мирология: прогресс и сила в мировых отношениях. Т.I. Введение в мирологию. Издательство Scholarica, 2019. — 266 c.
- Бэттлер, Алекс. Society: Progress and Force. Criteria and First Principles. Второе издание. Издательство Scholarica, 2020. — 400 с. Также: New York, 2013 ( ISBN 978-1-4800-0825-0 Архивная копия от 26 августа 2016 на Wayback Machine)— 375 с. Обзор книги Архивная копия от 1 февраля 2014 на Wayback Machine на английском.
- Бэттлер, Алекс. Dialectics of Force: Ontobia Архивная копия от 16 июня 2021 на Wayback Machine. Второе издание. Издательство Scholarica, 2020. — 330 с. Также: New York, 2013. — 322 с (ISBN 978-1-4840-0885-0; ISBN 1-4840-0885-5). Обзор книги Архивная копия от 1 февраля 2014 на Wayback Machine на английском.
- Бэттлер, Алекс. Общество: прогресс и сила (критерии и основные начала). — Издательство Scholarica, 2019. — 386 с.
- Бэттлер, Алекс. О любви, семье и государстве. — Издательство Scholarica. — 202 с.
- Бэттлер, Алекс. Диалектика силы: онто́бия. — Издательство Scholarica, 2019. — 320 с.
- Арин, Олег. Россия на обочине мира. Второе издание. Издательство Scholarica, 2019. — 382 с.
- Арин, Олег. Двадцать первый век: мир без России. — Москва: Альянс, 2001. — 352 с. (ISBN 5-93558-003-9) — Переиздано: Арин О. А. Мир без России. — М.: ЭКСМО•Алгоритм, 2002. — 480 с. (ISBN 5-699-00854-3) — Издано в США: Battler Alex. The 21st Century: The World without Russia: American University & Colleges Press Архивная копия от 21 ноября 2020 на Wayback Machine, 2004. — 388 p.
- Арин, Олег. Стратегические контуры Восточной Азии. Россия: ни шагу вперед. — М.: Альянс, 2001. — 192 с. (ISBN 5-93558-004-7) — Переиздано: Арин О. А. Россия: ни шагу вперед. — М.: ЭКСМО, 2003. — 352 с. (ISBN 5-699-01580-9)
- Арин, Олег. Япония: взгляд на мир, на Азию и Россию. Архивная копия от 22 ноября 2020 на Wayback MachineМ.: МГИМО, 2001. — 92 с.
- Арин, Олег. Стратегические перспективы России в Восточной Азии. — М.: МГИМО, 1999. — 112 с.
- Арин О. АТР: мифы, иллюзии и реальность. Восточная Азия: экономика, политика и безопасность. — М.: (ISBN 5-89349-037-1 Флинта) • (ISBN 5-02-013663-8 Наука), 1997. — 436 с.
- Алиев Р. Ш.-А. Внешняя политика Японии в 70-х — начале 80-х годов (теория и практика) Архивная копия от 21 ноября 2020 на Wayback Machine. — М.: Наука (ГРВЛ), 1986. — 312 с.
- Алиев Р. Япония и советско-китайские отношения. — Информационный бюллетень, № 70. — М.: Изд-во ИДВ АН СССР, 1976. — 197 с.

## Научно-публицистические книги
- Бэттлер, Алекс. Литературоведческие этюды и русский англояз. Издательство Scholarica, 2024. — 108 стр.
- Бэттлер, Валентина и Алекс. Свет и Тьма: дуэль в искусстве. — Издательство SCHOLARICA, 2024. — 338 стр.
- Арин, Олег. Разрушители мозга (Ненаучная наука России). М. : Издательство ИТРК, 2015. — 368 с. (ISBN 978-5-88010-350-8)
- Арин, Олег. Россия между Востоком и Западом. — М.: Издательство ИТРК, 2015. — 304 с. (ISBN 978-5-88010-346-1)
- Арин, Олег. Русский умострой. М.: Издательство ИТРК, 2015. — 336 с. (ISBN 975-5-88010-322-5)
- Бэттлер, Валентина и Алекс. Мнения и истина. Статьи об искусстве и литературе. Второе издание. Издательство Scholarica, 2019—280 с.
- Арин О. (Alex Battler) Раша в мундизме (электронная версия) — Россия, 2011. — 337 с. (ББК 87 87.6 66.4 А 81)
- Арин О. Разрушители мозга. О российской лженауке — Издательство Scholarica, 2019—368 с.
- Арин Олег. Правда и вымыслы о царской России. Конец XIX начало XX века. М.: ЛЕНАНД, 2010. — 200 с. (ISBN 978-5-9710-0260-4)
- Арин Олег. Формула современной России: Маразм в кубе, но с нулевым результатом. — М.: ЛЕНАНД, 2009. — 256 с. (ISBN 978-5-9710-0258-1)
- Арин Олег, Алекс Бэттлер. Россия в угаре долларгазма и еслибизма. — М.: Едиториал УРСС, 2008. — 288 с. (ISBN 978-5-382-00718-2)
- Арин Олег. Между Тити и Кака. Впечатления туриста… и не только. Изд. 2-е, испр. И доп. — М.: Издательство ЛКИ, 2008. — 256 с. (ISBN 978-5-382-00715-1)
- Арин Олег. Россия в стратегическом капкане. Изд. 2-е., расширенное. — М.: Алгоритм, 2003. — 352 с. * Арин Олег, Валентина Арина. Между Тити и Кака. Впечатления туриста… и не только. — М.: Альянс, 2001. — 208 с. (ISBN 5-9265-0082-6)
- Арин Олег. Царская Россия: мифы и реальность /конец XIX — начало XX века/ — М.: Линор, 1999. — 64 с. (ISBN 5-900889-70-X)
- Арин О. Россия в стратегическом капкане. — М. Флинта, 1997. — 286 с. (ISBN 5-89349-038-X)
- Эйли, Раф и Валентина. Иммиграция в Северную Америку. — М.: Информдинамо, 1997. — 112 с. (ISBN 5-86604-008-6 (ошибоч.))

## Брошюры
- Aliev Rafik. Roundtable on economic cooperation possibilities through exploitation of trade and investment complementarities in the Northeast Asian (NEA) subregion. Working paper. The Russian Federation. ESCAP, 1995. — 3.0 quires.
- Aliev Rafik. Russian Development Strategy for the International Economic Cooperation in the Japan Sea: Plan and Concept. Economic Research Center, School of Economics, Nagoya University. Dec. 1993. — 2.0 quires.
- Алиев Р. Ш.-А. От внешней политики к всемирным отношениям. М., ИОН ЦК КПСС, 1989. — 1.0 п.л.

## Коллективные монографии
Арин является соавтором более чем 20 коллективных научных монографий и сборников. Среди них, в частности:
- Арин Олег. Методология сверхдолгосрочного прогноза (с. 33-40); Прогноз развития мировых отношений в XXI веке (с. 483—554). В: Космонавтика XXI века. Попытка прогноза развития до 2101 г./ Под ред. академика РАН Б. Е. Чертока. — М.: Издательство «РТСофт», 2010. — 864 с. (ISBN 978-5-903545-10-0)
- Арин О. Роль России в экономическом сотрудничестве со странами Восточной Азии (с. 22-40) .- В: Новые тенденции в международных отношениях в Азии. — М.: ИВ РАН, 2002. — 242 с. (ISBN 5-94425-009-7)
- Алиев Р. А. Россия и страны Северо-Восточной Азии: проблемы и перспективы экономического сотрудничества (с. 94-149). В: Экономические интересы России в сопредельных районах. М.:МГИМО, 2000. — 150 с.
- Арин О. А. Место и роль России в стратегических доктринах и концепциях США (с. 20-34). В.: Научные труды МНЭПУ. Серия Политология. Выпуск 3, Москва, 2000. — 234 с. (ISBN 5-7383-0119-6)
- Алиев Р. Ш.-А. Безопасность и экономическая конъюнктура в Тихоокеанской зоне (с. 112—125). В: Проблемы обеспечения безопасности в Азиатско-Тихоокеанском регионе. — М.:Научная книга, 1999. — 228 с.
- Арин О. А. Национальная безопасность: методологические и терминологические аспекты (с.77-91). В: Политическая культура. Научные труды МНЭПУ. Серия Политология. Выпуск 6. Москва, 1999. — 224 с.
- Арин Олег. Место и роль КНР и России в Восточной Азии (с. 306—317). В: Восток и Россия на рубеже XXI века. — М., 1998. — 368 с. (ISBN 5-7307-0158-6)
- Алиев Р. Ш.-А. Власть и наука, или как аукнется, так и откликнется (с. 109—131). В: Пульс реформ. Юристы и политологи размышляют. Составитель Ю. Батурин. М., Прогресс, 1989. — 378 с. — На английском языке: Aliyev Rafik. Authority and Science or What You Plant is What You Reap (p. 113—137). In: The Heartbeat of Reform. Moscow: Progress Publishers, 1990. — 370 p. (ISBN 5-01-002560-4)
- Алиев Р.-Ш.-А. Гласность в тенетах внешней политики и международных отношений (с.220-237). В: Гласность: мнения, поиски, политика. — М.: Юридическая литература, 1989. — 368 с. (ISBN 5-7260-0200-8)
- Aliyev Rafik. Problems of Security in Asia-Pacific (Study). Chapter 3 (p. 35-47). New Delhi (India), Allied Publishers, 1987. — 184 p.
- Алиев Р. Ш.-А. Тихоокеанская стратегия Японии. (Сс. 64 — 119); Тихоокеанское сообщество и КНР (с. 222—244). В: Тихоокеанское сообщество: планы и перспективы. — М.: Наука, 1987. — 352 с. — На английском языке: Aliev R. Sh.-A. Japan’s Pacific Strategy (p. 72-133); The Pacific Community and the People’s Republic of China (p. 244—271). In: The Pacific Community. Outlook. Moscow, Progress Publishers, 1988. (ISBN 5-01-000485-2)